# ロシア女子サッカーリーグ・プレミアディヴィジョン
ロシア女子サッカーリーグ・プレミアディヴィジョン（ロシア語: Чемпионат России по футболу среди женщин、ラテン文字転写: Tschempionat Rossii po futbolu sredi schenschtschin、英: Russian Women's Premier Division）は、ロシアサッカー連合傘下で運営するロシアの女子サッカーリーグである。

## 概要
ロシア女子サッカーリーグ・プレミアディヴィジョンはロシアで開催されている女子サッカーの国内トップリーグである。
女子サッカーリーグはソビエト連邦時代の1987年に設立され、現在のリーグはソビエト連邦崩壊後の1992年に創設された。
ロシアの女子サッカークラブはドイツやスウェーデンといった国々に比べ、UEFA女子チャンピオンズリーグでの実績には劣るものの、UEFA内で強豪リーグの地位を保っている。

## リーグ方式
リーグは8チームで構成され、4回戦総当りで計28試合を戦う。2010年までは3月から11月までリーグを開催していたが、春秋制から秋春制への移行に伴い、2011-12シーズンは3月から翌年の5月まで試合をする変則日程で行われた。2012シーズン以降は途中にウインターブレイクを挟んで9月から5月まで開催されている。最下位のチームはロシア女子サッカーリーグ・ファーストディヴィジョン(2部相当)に降格となる。
リーグ優勝チームと準優勝チームにはUEFA女子チャンピオンズリーグ本戦の出場権が与えられる。

## 参加チーム（2018シーズン)
| クラブ名                      | ホームタウン     |
| ----------------------------- | ---------------- |
| WFCチェルタノヴォ・モスクワ   | モスクワ         |
| ZFK CSKAモスクワ              | モスクワ         |
| WFCクバノチカ                 | クラスノダール   |
| WFCロコモティフ・モスクワ     | モスクワ         |
| リャザンVDV                   | リャザン         |
| WFCトルペド・イジェフスク     | イジェフスク     |
| WFCエニセイ・クラスノヤルスク | クラスノヤルスク |
| WFCズヴェズダ2005ペルミ       | ペルミ           |

## 歴代優勝チーム
| 年      | 優勝チーム               |
| ------- | ------------------------ |
| 1992    | インテロス・モスクワ     |
| 1993    | CSK VVSサマーラ          |
| 1994    | CSK VVSサマーラ          |
| 1995    | FCエネルギア・ヴォロネジ |
| 1996    | CSK VVSサマーラ          |
| 1997    | FCエネルギア・ヴォロネジ |
| 1998    | FCエネルギア・ヴォロネジ |
| 1999    | VDVリャザン              |
| 2000    | リャザンTNK              |
| 2001    | CSK VVSサマーラ          |
| 2002    | FCエネルギア・ヴォロネジ |
| 2003    | FCエネルギア・ヴォロネジ |
| 2004    | FCラーダ・トリヤッチ     |
| 2005    | FCロシヤンカ             |
| 2006    | FCロシヤンカ             |
| 2007    | WFCズヴェズダ2005ペルミ  |
| 2008    | WFCズヴェズダ2005ペルミ  |
| 2009    | WFCズヴェズダ2005ペルミ  |
| 2010    | FCロシヤンカ             |
| 2011-12 | FCロシヤンカ             |
| 2012-13 | FCロシヤンカ             |
| 2013    | リャザンVDV              |
| 2014    | WFCズヴェズダ2005ペルミ  |
| 2015    | WFCズヴェズダ2005ペルミ  |
| 2016    | FCロシヤンカ             |
| 2017    | WFCズヴェズダ2005ペルミ  |

## クラブ別優勝回数
| クラブ                   | 優勝回数 |
| ------------------------ | -------- |
| WFCズヴェズダ2005ペルミ  | 6        |
| FCエネルギア・ヴォロネジ | 5        |
| FCロシヤンカ             | 5        |
| CSK VVSサマーラ          | 4        |
| リャザンVDV              | 3        |
| FCラーダ・トリヤッチ     | 1        |
| FCクラスノズナメンスク   | 1        |
| インテロス・モスクワ     | 1        |